# Селін Сергій Андрійович
Сергій Андрійович Селін (рос. Сергей Андреевич Селин; нар. 12 березня 1961, Воронеж, СРСР) — радянський і російський актор театру і кіно, заслужений артист Росії (2006). Член партії «Єдина Росія» и став популярний після ролі Дукаліса у серіалі «Вулиці розбитих ліхтарів».

## Біографія
Народився 12 березня 1961 року у Воронежі.
Перебував на обліку в дитячій кімнаті міліції. Проходив військову службу у навчальній частині в Тулі 50; музикант (тромбоніст), в чині сержанта керував духовим оркестром.
Після армії і невдалої спроби надходження до Московського театрального інституту два роки відучився у Воронезькому технологічному інституті.
Потім все-таки вступив до Ленінградський Державний інститут театру, музики і кінематографії (курс І. Горбачева) і закінчив його.
Почав зніматися на «Ленфільмі», став популярний після ролі Дукаліса у серіалі «Вулиці розбитих ліхтарів».
У 2009-му у записав свою першу пісню «Ти мене не дістанеш!», що оповідає про важке побутовое життя російських міліціонерів.
6 лютого 2012-го був офіційно зареєстрований як довірена особа Чинного Президента РФ Володимира Путіна.

## Визнання і нагороди
- Заслужений артист Росії (2006)
- Орден Дружби (2011)